# Ramon Madaula i Canadell
Ramon Madaula i Canadell (Sabadell, 12 de novembre del 1962) és un actor de teatre, cinema i televisió. És germà del pintor Josep Madaula i oncle de l'actor Jaume Madaula Izquierdo.

## Biografia
Començà la seva carrera fent teatre d'aficionats a Sabadell, amb Jordi Boixaderas, Anna Boell i Carles Sabater. Posteriorment, estudià a l'Institut del Teatre de Barcelona i s'hi titulà en interpretació el 1984. Ha representat obres de teatre amb directors com Joan Lluís Bozzo, Ariel García Valdés, Josep Maria Flotats, Lluís Pasqual i Mario Gas. En el camp de la televisió, ultra un dels papers protagonistes a Ventdelplà amb Emma Vilarasau, també ha protagonitzat la sèrie Crims amb la mateixa actriu; i ha tingut papers rellevants en les sèries de TV3 Estació d'enllaç i Digui, digui. En el camp del cinema, ha aparegut en pel·lícules dels directors Jordi Cadena, Ventura Pons, Francesc Bellmunt, Vicente Aranda, Carles Mira, entre d'altres.
Al llarg de la seva carrera ha estat premiat diverses vegades: Premi Ciutat de Barcelona d'Arts Escèniques 2007 per El Llibertí. Premi "Sabadellenc 2007". Premi Butaca 2004 al millor actor per Calígula. Premi de l'"Associació d'Actors Professionals" com a millor actor de cine per La teranyina el 1991 i com a millor actor secundari en teatre per El viatge (1990).
Resideix a Valldoreix. La seva parella és l'actriu i directora de teatre i cinema Sílvia Munt.

## Obres

### Teatre com dramaturg
- L'electe (2015)
- Ignots (2017)
- Adossats (2018)
- Perduts (2018)
- Jo vaig tenir un Cayenne (2019)
- Els Brugarol (2020)
- Buffalo Bill a Barcelona (2021)
- Conqueridors (2023)
- Els Buonaparte (2023)
- El tigre (2023)

### Teatre
- Els Brugarol (2021).[1] Sagastitarrak (versió en basc, 2022)[2][3]
- L'electe (2015-2017) de Ramon Madaula dirigida per Roger Casanovas
- "Oleanna" (2012) de David Mamet dirigida per David Selvas
- "El mercader de Venècia" (2012) de William Shakespeare
- El llibertí (2007 – 2008) d'Eric-Emmanuel Schmitt, dirigida per Joan Lluís Bozzo
- Cap al tard (2007), basada en proses autobiogràfiques de Santiago Rusiñol i dirigida per Sílvia Munt
- Adreça desconeguda (2006), dirigida per Fernando Bernués
- Calígula (2004) d'Albert Camus, dirigida per Ramon Simó i Vinyes
- Les tres germanes (2004) d'Anton Txékhov, dirigida per Ariel García Valdés
- Acosta't (2003) de Patrick Marber, dirigida per Tamzind Towsend
- El paradís oblidat (2002) de David Plana, dirigida per Carlota Subirós
- Escenes d'una execució (2001-2002) de Howard Barker, dirigida per Ramon Simó i Vinyes
- Terra Baixa (2000) d'Àngel Guimerà, dirigida per Ferran Madico
- La gavina (1997) d'Anton Txékhov, dirigida per Josep Maria Flotats
- Àngels a Amèrica (1996) de Tony Krushner, dirigida per Josep Maria Flotats
- Els bandits (1995) de Friedrich von Schiller, dirigida per Lluís Homar
- Cartes d'amor (1995) de A.R.Gumey, dirigida per Josep Costa
- La mort i la donzella (1994) d'Ariel Dorfman
- Dansa d'agost (1993) de B. Priel, dirigida per Pere Planella
- Cabaret de Christopher Isherwood (1992), dirigida per Jerome Savary
- Història del soldat (1991) d'Í. Stravinski, dirigida per Lluís Homar
- Viaje de un largo día hacia la noche (1991) d'Eugene O'Neill, dirigida per John Strasberg
- Restauració (1990) d'Eduardo Mendoza, dirigida per Ariel García Valdés
- Capvespre al jardí (1990) de R. Gomis, dirigida per Lluís Pasqual
- Comedia sin título (1989) de Federico García Lorca, dirigida per Lluís Pasqual
- El viatge (1989) de Manuel Vázquez Montalbán, dirigida per Ariel García Valdés
- El hombre deshabitado (1988) de Rafael Alberti, dirigida per Emilio Hernández
- La Ronda (1986) d'Arthur Schnitzler, dirigida per Mario Gas
- Cyrano de Bergerac (1985) d'Edmond Rostand, dirigida per Maurizio Scaparro
- L'auca del senyor Esteve (1984) de Santiago Rusiñol, dirigida per Pere Planella

### Cinema
- La por (2013), de Jordi Cadena
- Elisa K (2010), de Jordi Cadena i Judith Colell
- Pretextos (2008), de Sílvia Munt
- Vorvik (2005), de José Antonio Vitoria
- Les veus del vespre (2003), de Salvador García Ruiz
- Cuernos de mujer (1995), d'Enrique Urbizu
- Haz lo que te dé la gana (1995), de Paco Camino
- Nexe (1995), de Jordi Cadena
- La niña de tus sueños (1995), de Jesús Delgado
- El perquè de tot plegat (1995), basat en l'obra de Quim Monzó, de Ventura Pons
- Cómo ser infeliz y disfrutarlo (1994), d'Enrique Urbizu
- La pasión turca (1994), de Vicente Aranda
- Monturiol, el senyor del mar (1993), de Francesc Bellmunt
- El llarg hivern (1992), de Jaime Camino
- No et tallis ni un pèl (1992), de Francesc Casanova
- La teranyina (1990), basada en l'obra de Jaume Cabré, dirigida per Antoni Verdaguer
- El mar y el tiempo (1989), de Fernando Fernán-Gomez
- Daniya, jardí de l'harem (1988), de Carles Mira
- Bar-Cel-Ona (1987), de Ferran Llagostera
- El Gran Serafín (1987), de José María Ulloque

### Televisió
- Gavilanes (2010) (3 episodis)
- Gran Reserva (2009 -)
- Ventdelplà (2005 - 2010), 226 capítols
- De moda (2004 - 2005), 13 capítols
- La Mari (2003), telefilm de Jesús Garay
- Mirall trencat (2002), basat en l'obra de Mercè Rodoreda, dirigida per Orestes Lara
- Carles, príncep de Viana (2001), telefilm de Sílvia Quer
- Des del balcó (2001), mini-sèrie, de Jesús Garay
- Crims (2000), 13 episodis, dirigida per Jordi Frades
- Ellas son así (1999), 14 capítols
- Médico de familia (1999), 4 capítols
- Hermanas (1998), 5 capítols
- Laia, el regal d'aniversari (1995), telefilm de Jordi Frades
- Estació d'enllaç (1994 - 1999), 140 capítols
- La dama enamorada (1993), telefim de Xavier Berraondo
- Un día volveré (1993), mini-sèrie, dirigida per Pere Betriu
- Restauració (1990), teledrama d'Ariel García Valdés basat en l'obra teatral d'Eduardo Mendoza
- Pedro I, el cruel (1989), mini-sèrie dirigida per Francesc Abad
- Digui, digui (1984)